# Paranedyopus cylindricus
Paranedyopus cylindricus är en mångfotingart som beskrevs av Carl 1932. Paranedyopus cylindricus ingår i släktet Paranedyopus och familjen orangeridubbelfotingar. Inga underarter finns listade i Catalogue of Life.